# Control de enlace lógico
Control de enlace lógico LLC ("Logical Link Control") define la forma en que los datos son transferidos sobre el medio físico, proporcionando servicio a las capas superiores.

## Definición
Es la más alta de las dos subcapas de enlace de datos definidas por el IEEE y la responsable del control de enlace lógico. La subcapa LLC maneja el control de errores, control del flujo, entramado, control de diálogo y del direccionamiento de la MAC. El protocolo LLC más generalizado es IEEE 802.2, que incluye variantes no orientadas a conexión y orientadas a conexión.

## Subcapa LLC
En la subcapa LLC se contemplan dos aspectos bien diferenciados:

### Los protocolos
- Los protocolos LLC: Para la comunicación entre entidades de la propia subcapa LLC, definen los procedimientos para el intercambio de tramas de información y de control entre cualquier par de puntos de acceso al servicio del nivel de enlace LSAP.

### Las interfaces
- Las interfaces: con la subcapa inferior MAC y con la capa superior (de Red).

- Interfaz LLC – MAC: Especifica los servicios que la subcapa de LLC requiere de la subcapa MAC, independientemente de la topología de la subred y del tipo de acceso al medio.

- Interfaz LLC – Capa de Red Modelo OSI: Especifica los servicios que la Capa de Red obtiene de la Capa de Enlace, independientemente de su configuración.

## Servicios que la subcapa LLC que ofrece a la capa de Red

### Servicio en modo conexión (CONS, Connection Oriented Network Service)
Es un servicio que establece una conexión entre las estaciones del enlace, y que garantiza la entrega de las unidades de datos que fluyen a través de dicha conexión (servicio confiable).
El servicio de conexión le garantiza al receptor la entrega en secuencia de las unidades de datos y la protección contra pérdidas y duplicados. Con ese fin dispone de los mecanismos necesarios para controlar el flujo y corregir los errores.

### Servicio no orientado a conexión (CLNS, Connection Less Network Service)
No establece una conexión previa entre las estaciones, por lo que cada trama intercambiada
es independiente de todas las demás (de las enviadas antes y después). Cada trama es individualmente autónoma y autosuficiente ante el receptor.
Es un servicio que tiene utilidad cuando el establecimiento de una conexión implica retrasos que son inaceptables para el funcionamiento del sistema (control distribuido).
El servicio de enlace sin conexión puede ser con o sin confirmación.
En resumen, las funciones de esta subcapa son:
- Agrupar los bits a transmitir en forma de tramas (enmarcar)
- Se ocupa de los errores de transmisión
- Regula el flujo de las tramas (control de flujo)
- Administra la capa de enlaces (gestión)
- Traduce las tramas de las redes heterogéneas

Y los Servicios que ofrece:
- Sin conexión y sin reconocimiento
- Sin conexión y con reconocimiento
- Orientado a la conexión.